# Tomopterna monticola
Tomopterna monticola es una especie de anfibio anuro de la familia Pyxicephalidae.

## Distribución geográfica
Esta especie es endémica del sur de Kenia. 
Solo se conoce en la zona de su descubrimiento en las cercanías de Olengarua.

## Publicación original
- Fischer, 1884 : Über die von Herrn Dr. Gr. A. Fischer im Massai-Gebiete (Ost-Afrika) auf seiner in Veranlassung der Geographischen Gesellschaft in Hamburg unternommenen Expedition gesammelten Reptilien, Amphibien und Fische. Jahrbuch der Hamburgischen Wissenschaftlichen Anstalten, vol. 1, p. 3-32[3]